# Славінський Адам Семенович
Адам Семенович Славінський (Кочаровський) (11 вересня 1885, містечко Понінка Новоград-Волинського повіту Волинської губернії, тепер смт Шепетівського району, Хмельницької області — розстріляний 3 листопада 1937, місто Москва, тепер Російська Федерація) — радянський діяч, голова Мінської міської ради, народний комісар землеробства та праці РСР Білорусі, відповідальний секретар Мінського окружного комітету КП(б) Білорусі, член ЦВК СРСР. Кандидат у члени Бюро ЦК КП(б) Білорусі з 29 квітня 1926 по 11 вересня 1928 року. Член Бюро ЦК КП(б) Білорусі з 11 вересня 1928 по 1930 рік. Член Політичного бюро ЦК Комуністичної партії Польщі в 1930—1936 роках. Член Центральної контрольної комісії ВКП(б) у 1930—1934 роках.

## Біографія
Народився в родині робітника паперової фабрики. Згодом сім'я Кочаровських переїхала до Варшави. Адам Кочаровський почав свою трудову діяльність слюсарем варшавського заводу. Закінчив чотирикласне недільне ремісниче училище.
Член соціал-демократії Королівства Польського і Литви (РСДРП(б)) з 1907 року.
З 1907 року був членом Варшавської організації СДКПіЛ. У 1907 і 1909 роках був заарештований царською поліцією. З 1912 року працював слюсарем механічного заводу на Виборзькій стороні Санкт-Петербурга, робітником заводу «Сіменс—Шуккерт» у Санкт-Петербурзі (Петрограді).
З лютого 1917 року — один із керівників більшовицької організації заводу «Сіменс—Шуккерт», член комісії з організації Червоної гвардії Петрограда. У жовтні 1917 року — командир загону Червоної гвардії та член революційного комітету Московсько-Заставського району Петрограда, учасник Жовтневого перевороту 1917 року.
З січня 1918 року — голова Бюро Мінської групи СДКПіЛ. Під час німецької окупації Білорусі в 1918 році — член Мінського підпільного районного комітету РКП(б), з серпня 1918 року — член крайового комітету комуністичних організацій Білорусі і Литви.
З грудня 1918 по лютий 1919 року — начальник Мінської міської міліції, завідувач Мінського губернського відділу управління внутрішніх справ, член Мінського губернського військово-революційного комітету.
З лютого 1919 року — військовий комісар 52-ї (Західної) стрілецької дивізії. На початку 1920 року — організатор партизанського руху в Мінській губернії, з травня 1920 року — начальник політичного відділу 57-ї стрілецької дивізії РСЧА.
У липні — серпні 1920 року — голова Гродненського військово-революційного комітету.
19 вересня 1920 — 19 березня 1924 року — народний комісар землеробства РСР Білорусі.
З 26 березня по липень 1924 року — голова Мінської міської ради.
У 1924—1928 роках — представник Комуністичної партії Західної Білорусі у виконавчому комітеті Комуністичного Інтернаціоналу, керівник Бюро допомоги Комуністичної партії Західної Білорусі при ЦК КП(б) Білорусі. З 1926 по 1935 рік — член ЦК КП(б) Західної Білорусі.
У 1926 році — постійний представник РСР Білорусі при РНК СРСР.
У 1927 році — народний комісар праці РСР Білорусі.
У 1928—1930 роках — відповідальний секретар Мінського окружного комітету КП(б) Білорусі. Одночасно, в 1928—1930 роках — голова ЦК Міжнародної організації допомоги революції (МОДР) Білоруської РСР.
З 12 червня 1930 року — член Секретаріату ЦК КП(б) Білорусі.
У липні 1930 — січні 1934 року — член партійної колегії Центральної контрольної комісії ВКП(б).
29 грудня 1931 — 31 січня 1933 року — кандидат у члени Політичного секретаріату виконавчого комітету Комуністичного Інтернаціоналу.
У 1934—1937 роках — начальник політичного відділу Московсько-Білоруської залізниці.
До червня 1937 року — начальник контрольно-інспекторської групи Центрального управління шляху Народного комісаріату шляхів сполучення СРСР.
9 червня 1937 року заарештований органами НКВС. Засуджений Воєнною колегією Верховного суду СРСР 3 листопада 1937 року до страти, розстріляний того ж дня на полігоні «Комунарка» біля Москви.
29 квітня 1955 року посмертно реабілітований.

## Нагороди
- орден Червоного Прапора (1928)